# Ширакская область
Шира́кская область (арм. Շիրակի մարզ) или сокращённо Шира́к (арм. Շիրակо файле [ʃiˈɾɑk]) — область (марз) в Армении, на севере страны граничит с Грузией, на западе с Турцией, на юге с Арагацотнской областью, а на востоке — с Лорийской областью. Административный центр — Гюмри, другие города — Маралик и Артик.

## Этимология
Ширакская область названа в честь Ширакского кантона исторической провинции Айрарат Древней Армении, которой правил дворянский род Камсаракан между III-м и VIII-м веками.
Согласно Мовсесу Хоренаци , название «Ширак» происходит от Шара, правнука Айка, легендарного патриарха и основателя армянского народа. Однако, по данным Ширакского краеведческого музея, многие историки предполагают, что название происходит от имени Эриахи, встречающегося в древней урартской клинописи, где царь Аргишти I повествует о своем вторжении в землю Эриахи.

## История

### Классическая древность и период Урарту
В долине реки Ахурян было обнаружено множество древних поселений людей, датируемых примерно 9000 годом до нашей эры, в том числе городище и некрополь куро-араксской культуры (ранний бронзовый век) в общине Карнут. Территория Ширака была заселена с раннего каменного века. На более высоких участках, превышающих 2000 метров, было найдено множество останков раннего бронзового века. Другие останки 2-го тысячелетия до нашей эры показали, что местная цивилизация была основана между XX-м и XII-м веками до нашей эры. С началом железного века в XII веке до н.э. начали развиваться экономические и культурные отношения между различными этническими группами Армянского нагорья. Вскоре после основания Ванского царства в конце IX века до н.э. Ширак стал частью этого государства. В регионе были найдены две клинописи, оставленные царем Аргишти I (786-764 гг. до н.э.), где он писал о вторжении в землю Эриахи (название, от которого, по мнению многих историков, произошло название «Ширак»). Согласно источникам в этом регионе существовала хорошо развитая цивилизация, основанная на земледелии и скотоводстве.

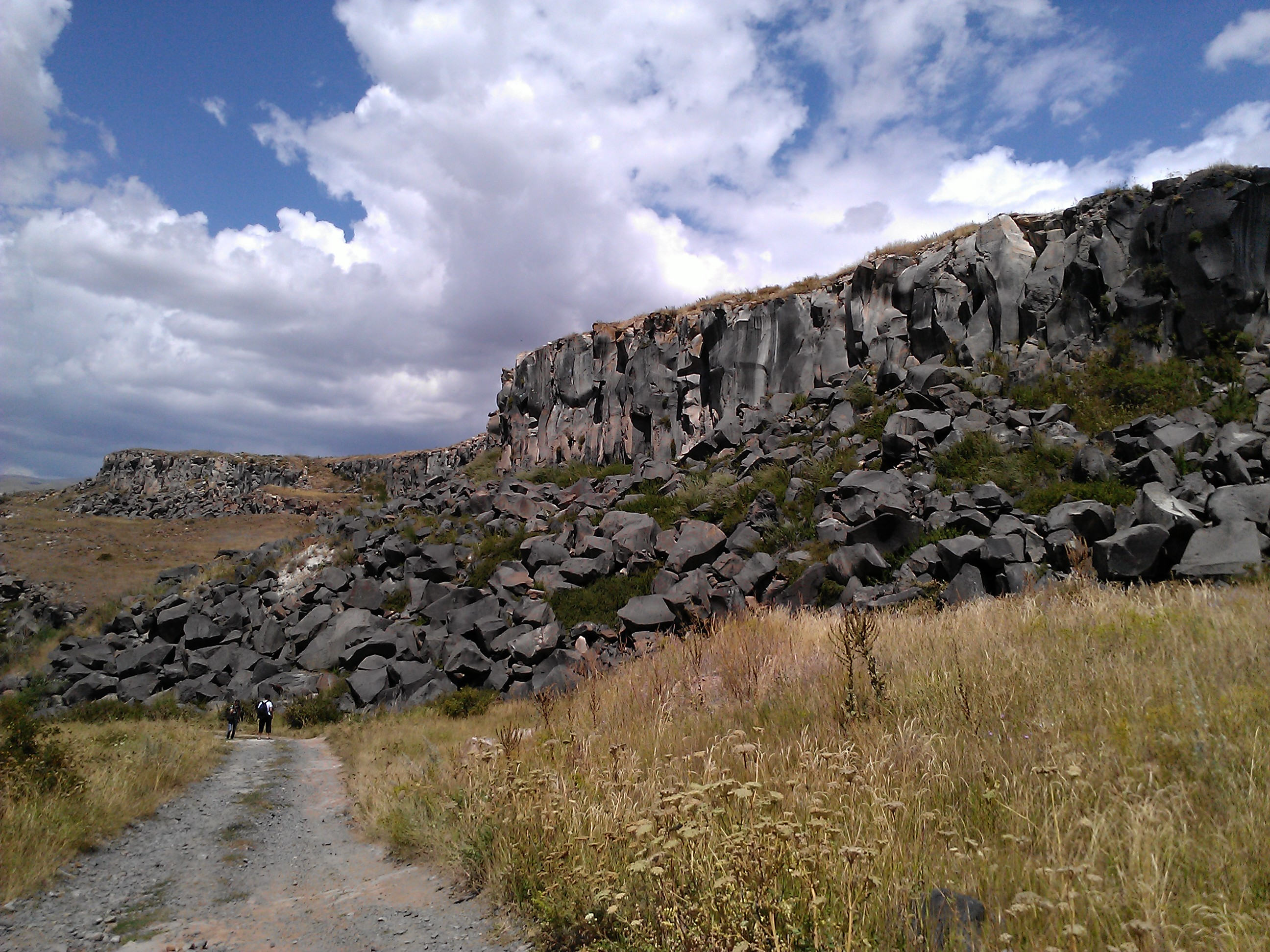
Крепость Ваграмаберд, 8 в. до н.э

В 720 г. до н.э. киммерийцы завоевали этот регион и, вероятно, основали поселение Кумайри (ныне Гюмри ), которое имеет фонетическое сходство со словом, используемым древними армянами по отношению к киммерийцам. Историки считают, что Ксенофонт побывал на территории Ширака во время своего путешествия по Черному морю, увековеченного в его «Анабасисе».

### Ахемениды и древнеармянское царство
Ко второй половине VI века до н. э. Ширак вошел в состав империи Ахеменидов. Остатки царского поселения, найденные недалеко от деревни Бениамин , датируемые V-II веками до нашей эры, являются примером влияния Ахеменидов в регионе. К началу V века до н. э. Ширак вошел в состав сатрапии Армении под властью Оронтидов . Позже, в 331 г. до н.э., вся территория региона была включена в состав провинции Айрарат Древнеармянского царства в составе Ширакского кантона.
В I веке н. э. Ширак был пожалован семье Камсаракан, правившей регионом во времена царствования Аршакидов в Армении .

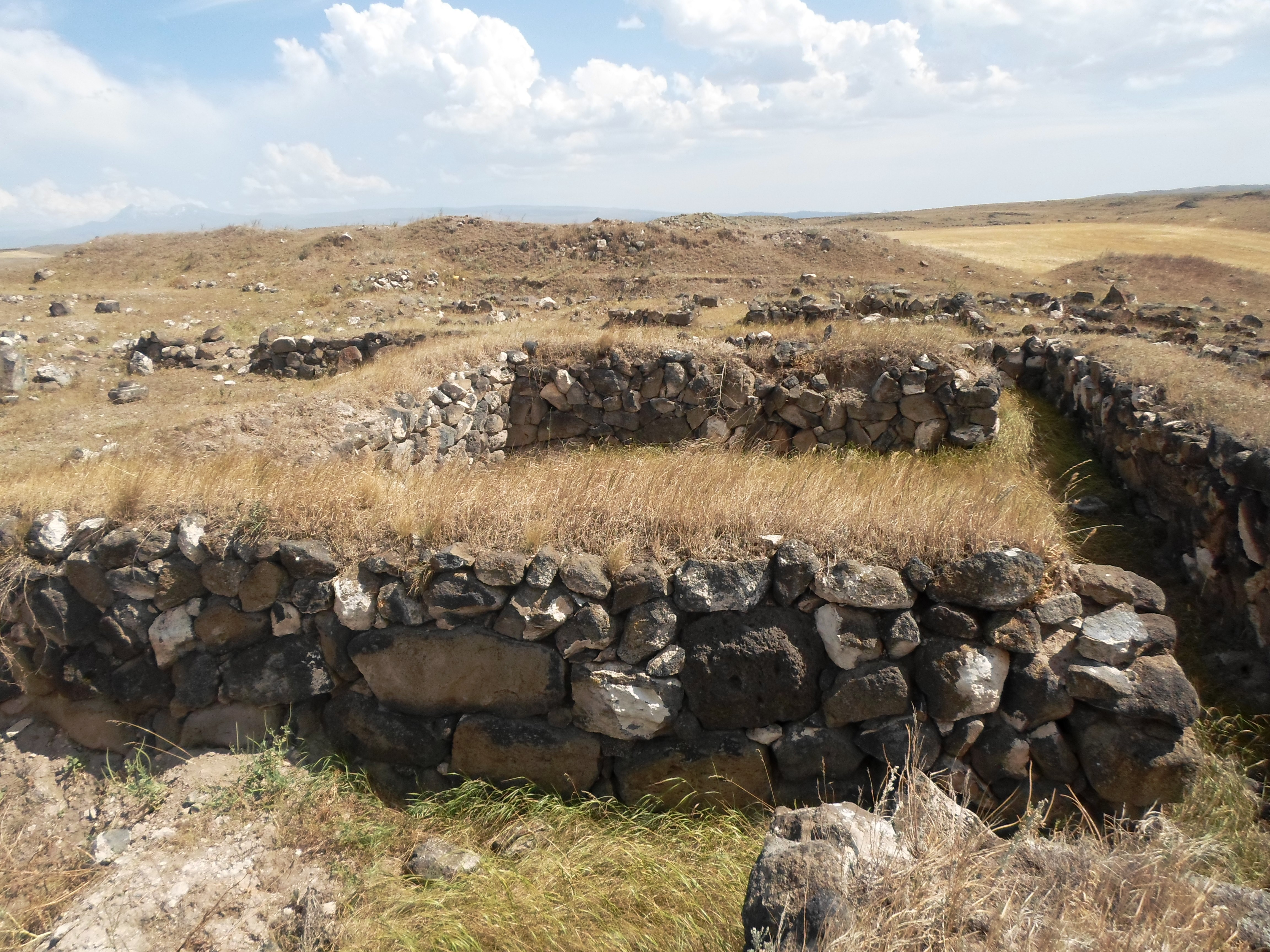
Оронтидское поселение V-II вв. до н.э.

### Сасаниды и царство Багратидов в Армении
После раздела Армении в 387 году н. э. между византийцами и персами и в результате падения армянского царства Аршакидов в 428 году Ширакский регион стал частью Сасанидской империи. Тем не менее, несмотря на то, что область находилась под владычеством зороастрийской Персии, Ширак является домом для многих ранних образцов армянской церковной архитектуры, относящихся к 5 веку, включая Ереруйк, церковь Святой Марине в Артике и монастырь Хокеванк.
В 658 году н. э., в разгар арабских вторжений, Ширак вместе с остальными армянскими территориями был завоеван, поскольку на тот период был частью Армении под управлением персов. Он стал частью Армянского эмирата при Омейядском халифате. Однако семья Камсаракан продолжала править регионом во время арабского правления в Армении.
С основанием Армянского царства Багратидов в 885 году Ширак вступил в новую эру роста и прогресса, особенно когда город Ани в Шираке стал столицей царства в 961 году. Ко второй половине 10 века Ширак был под влиянием армянского рода Пахлавуни, потомков Камсараканов. Пахлавуни внесли большой вклад в развитие Ширака, заложив множество крепостей, монастырских комплексов, учебных заведений и т. д. Монастыри Хцконк, Аричаванк, Мармашен и Хоромос были одними из видных религиозных и образовательных центров средневековой Армении.

### Сельджукский период, Закаридская Армения и туркменское правление
После падения Армении под натиском Византийской империи в 1045 году, а затем захвата сельджуков в 1064 году регион вступил в эпоху упадка во всех социальных, образовательных и культурных аспектах.

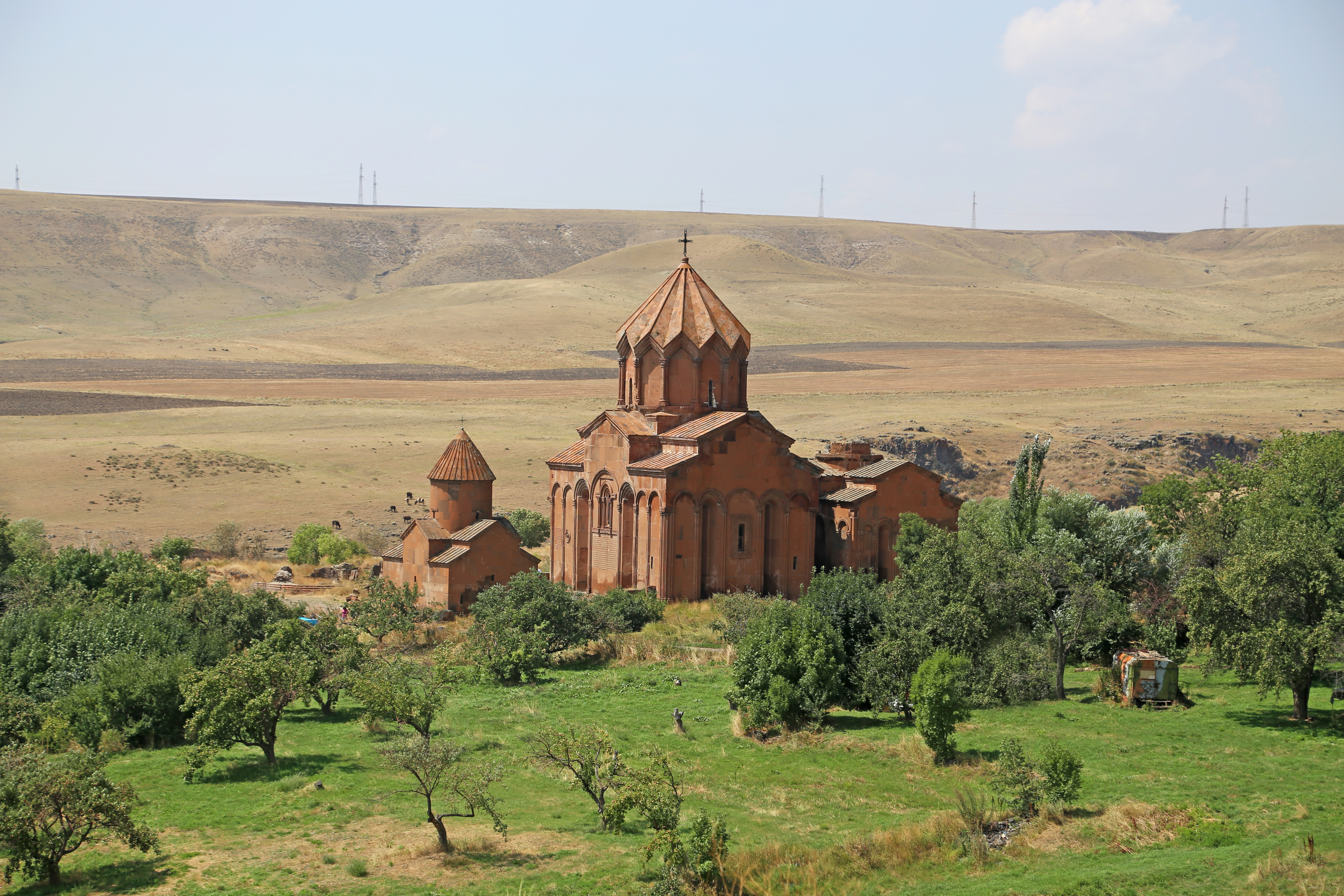
Монастырь Мармашен

Однако с созданием в 1201 году Закаридского княжества Армении под протекторатом Грузии восточноармянские территории, главным образом Лори и Ширак, вступили в новый период роста и стабильности, став торговыми центрами между Востоком и Западом. После захвата Ани монголами в 1236 году Армения превратилась в монгольский протекторат в составе государства Хулагунидов, а Закариды стали вассалами монголов. После падения Армянского Ильханства в середине XIV века закаридские князья правили Лорийской, Ширакской областями и Араратской равниной до 1360 года, когда они пали перед вторгшимися тюркскими племенами.
К последней четверти XIV века туркменские племя Ак-Коюнлу суннитов-огузов захватило Армению, включая Ширак. В 1400 году Тамерлан вторгся в Армению и Грузию, захватил в рабство более 60 000 выживших местных жителей. Многие районы, в том числе и Ширак, обезлюдели.  В 1410 году Армения попала под контроль тюркского племени кара-коюнлу шиитов-огузов. По словам армянского историка Товмы Мецопеци, хотя Кара-Коюнлу взимали с армян высокие налоги, первые годы их правления были относительно мирными, и даже происходила некоторая реконструкция армянских городов.

### Иранский период
В 1501 году большая часть восточноармянских территорий, включая Ширак, была завоевана зарождающейся династией Сефевидов в Иране во главе с шахом Исмаилом I.  В первой половине XVIII века Кумайри и его окрестности вошли в состав Эриванского ханства, образовав  в его составе Шурагельское султанство, сначала под властью династии Афшаридов, а затем под властью династии Каджаров в Персии.
Во 2-ой половине XVIII века территория Ширакской области была разделена между Карсским пашалыком Османской империи и Шурагельским султанством.  

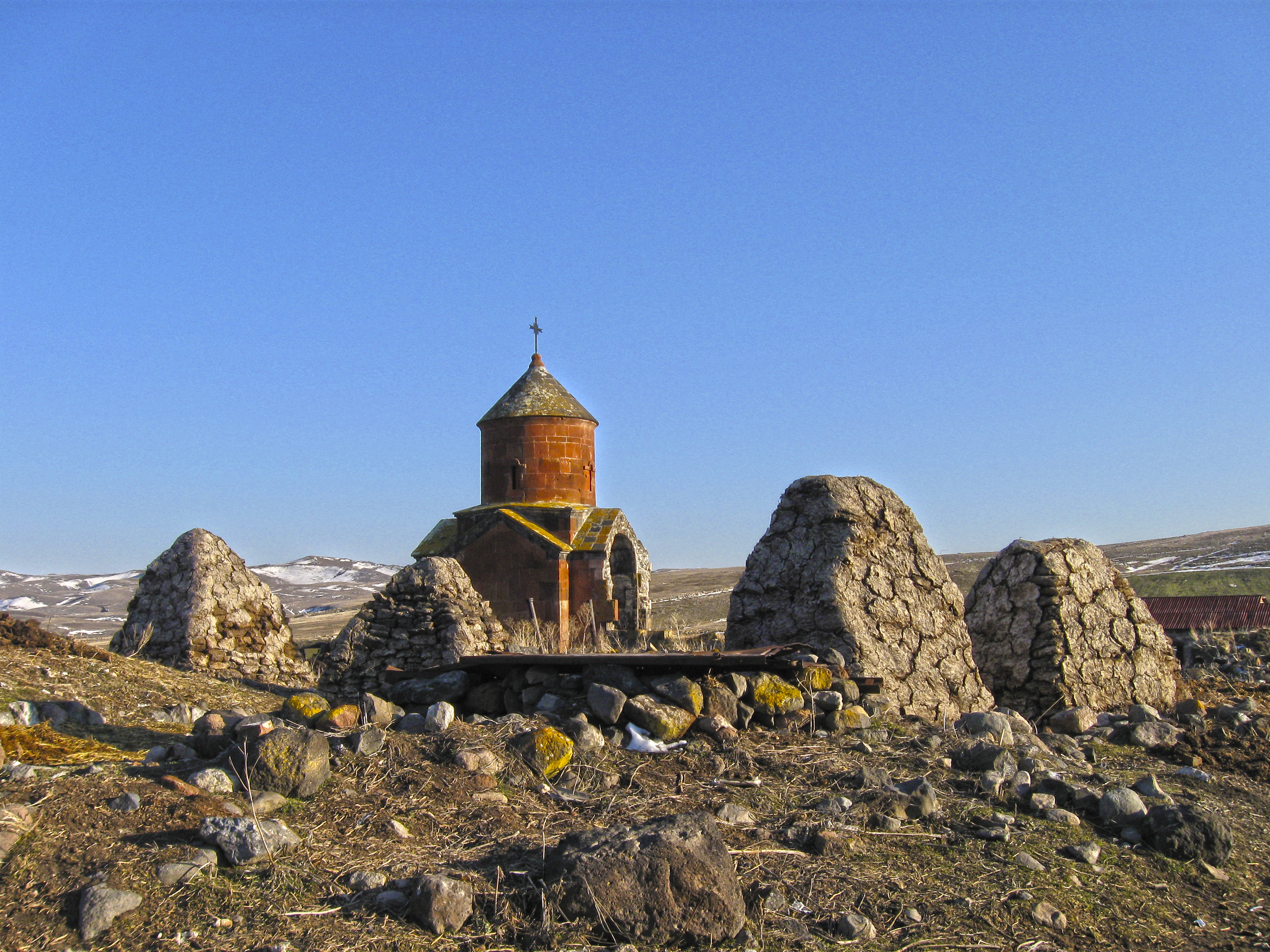
Церковь Святых Павла и Петра в Барцрашене, процветавшая при Закаридах.

В июне 1804 года Российская империя взяла под свой контроль Шурагельское султанство в самом начале русско-персидской войны 1804–1813 гг. Султанство официально вошло в состав Российской империи по Гюлистанскому мирному договору, подписанному 1 января 1813 года.

### Период российского правления
В период российского правления область стала свидетелем быстрого роста населения, и город Гюмри превратился в один из развивающихся городов Закавказья. В 1829 году, после русско-турецкой войны, произошел большой приток армянского населения, так как около 3000 семей мигрировали с территорий Османской империи, в частности из городов Карс, Эрзурум и Догубеязит, и поселились в Шираке. Русский поэт Александр Пушкин посетил регион во время своего путешествия на Кавказ и в восточную Турцию в 1829 году.

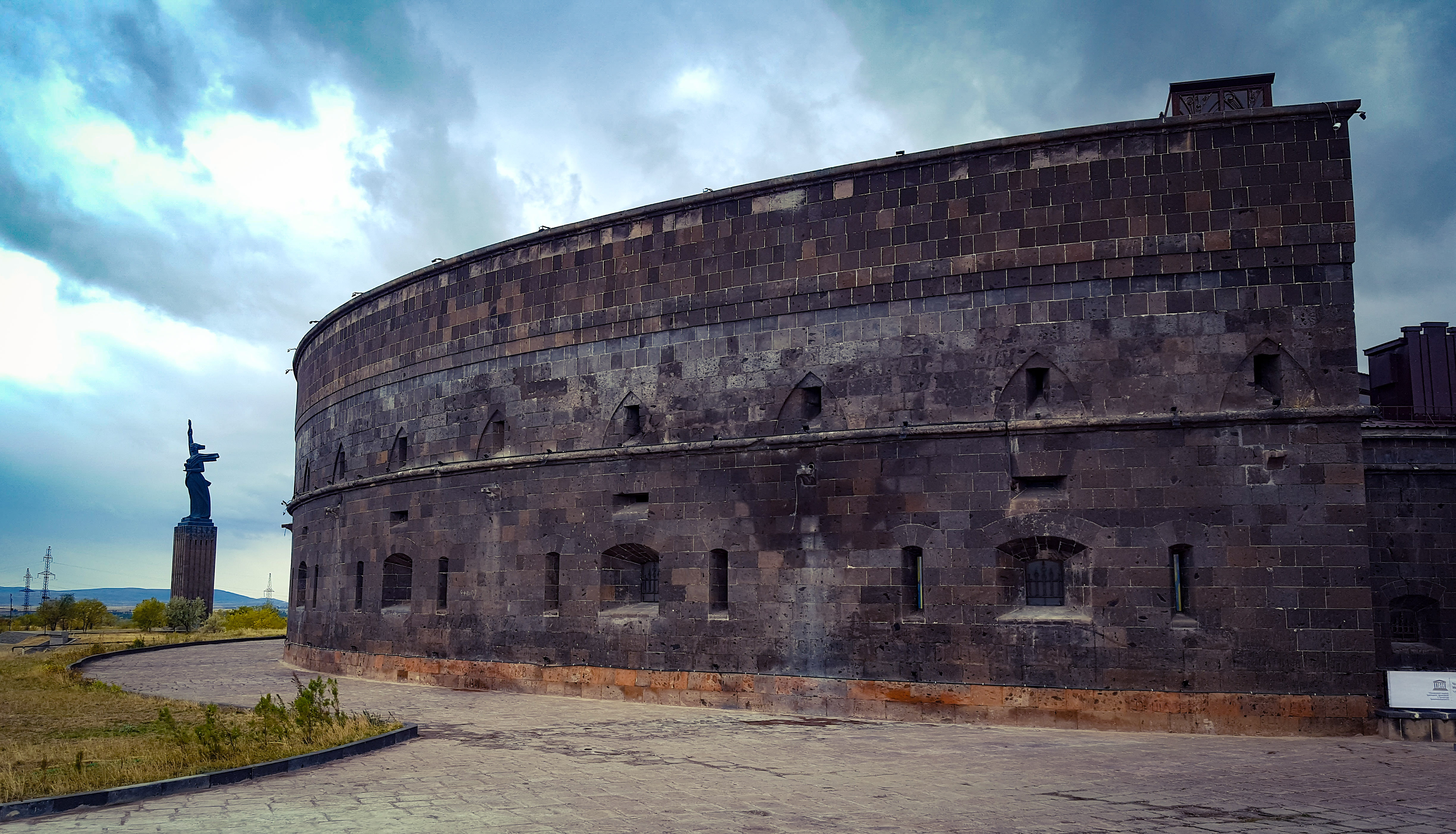
Черная крепость близ Гюмри, построенная в 1830-х годах русскими после на Русско-турецкой войны 1828–1829 годов

В 1837 году русский царь Николай I прибыл в Ширак и переименовал город Гюмри как Александрополь. Имя было выбрано в честь супруги царя Николая I, принцессы Шарлотты Прусской, сменившей имя на Александру Федоровну после обращения в православие. В 1837 году в Александрополе была построена крупная русская крепость. К 1840 году город был полностью перестроен и стал центром вновь образованного Александропольского уезда, переживавшего бурный рост в первое десятилетие своего существования. В состав Александропольского уезда входили северные армянские территории Ширак и Лори.
В 1849 году Александропольский уезд вошел в состав Эриванской губернии, а Ширак стал важным форпостом вооруженных сил Российской империи в Закавказье.
Во время русско-турецкой войны 1877–1878 гг. Ширак являлся одним из главных центров дислокации русских войск. После создания в 1899 году в Александрополе железнодорожной станции в Шираке отметился значительный рост торговли и промышленности, превратив область в наиболее развитый регион Восточной Армении.

### Новейшее время

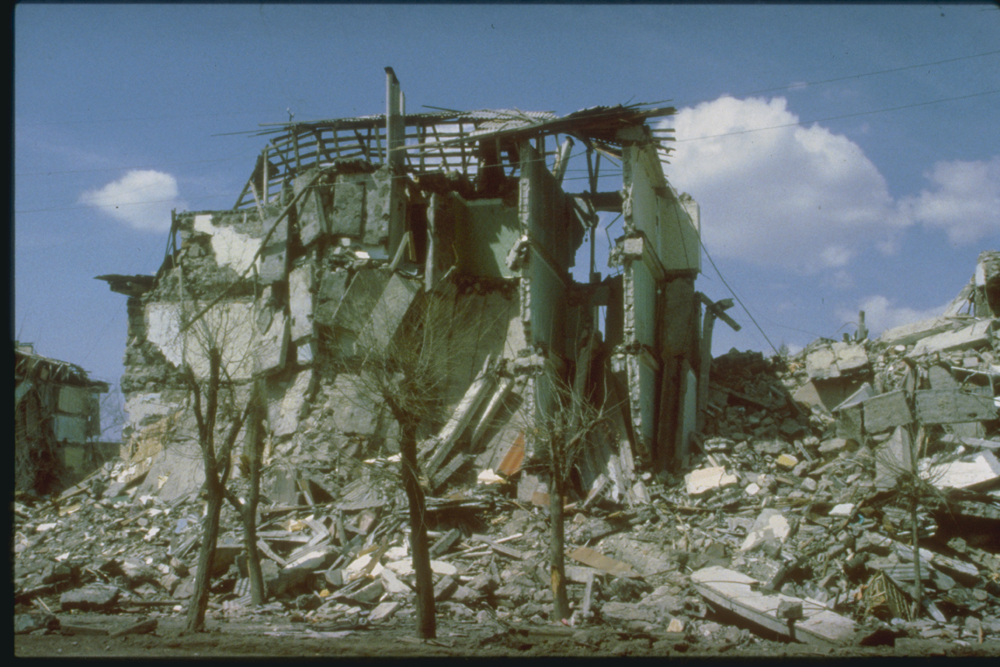
Сильные разрушения в Ленинакане в результате землетрясения 1988 г.

После Октябрьской революции 1917 года и ухода русских из Закавказья 28 мая 1918 года была провозглашена Первая Республика Армения, в которую вошла и Ширакская область. 10 мая 1920 года местные армяне-большевики при поддержке мусульманского населения предприняли попытку государственного переворота в Александрополе против дашнакского правительства Армении. Восстание было подавлено правительством Армении 14 мая, а его руководители казнены. Однако во время очередного турецкого вторжения 7 ноября 1920 года турецкие войска снова атаковали Ширак и заняли Александрополь. Армения была вынуждена подписать Александропольский мирный договор 3 декабря 1920 года, чтобы остановить продвижение Турции в сторону Еревана, однако одновременное советское вторжение привело к падению правительства Армении. Турецкие войска покинули Александрополь после того, как в октябре 1921 года непризнанные советское и турецкое правительства подписали Карсский договор.
При большевиках Александрополь был переименован в Ленинакан в 1924 году в честь умершего советского лидера Владимира Ленина. Ширак стал крупным промышленным районом Армянской ССР. Ленинакан был вторым по величине городом после столицы Еревана. Однако Ширакская область, и особенно её центр Ленинакан, сильно пострадали во время Спитакского землетрясения 1988 года, которое опустошило многие районы северной Армении. Землетрясение произошло вдоль известного надвигового разлома протяженностью 60 км. Его простирание проходило параллельно Кавказскому хребту и падало на северо-северо-восток.
С 1930 по 1995 годы современный Ширак делился на 5 районов и 1 город республиканского подчинения в составе Армянской ССР. В результате закона об административно-территориальном делении Республики Армения от 7 ноября 1995 года произошло объединение Амасийского, Анийского, Артикского, Ахурянского и Ашоцкого районов Армении, а также города Гюмри в Ширакскую область Республики Армения

## География
Ширакская область занимает северо-западную часть Армении, ее площадь составляет 2 681 км2 (1 035 квадратных миль) (9% от общей площади Армении). Граничит с Лорийской областью на востоке, Арагацотнской областью на юге, Карсской областью Турции на западе и Самцхе-Джавахетским регионом Грузии на севере.
Нынешняя территория области в основном занимает Ширакский кантон Айраратской области Древней Армении.

### Рельеф
Ширакская область Армении в основном состоит из Ашоцкого плоскогорья (высота от 1900 до 2100 метров) на севере и Ширакской равнины (высота от 1400 до 1800 метров) на юге области. Обширные равнины области окружены горными хребтами Базум и Памбак с востока, Джавахетским хребтом и Егнахагскими горами с севера и горным массивом Арагац с юга. Река Ахурян на востоке отделяет Ширак от турецкой провинции Карс.

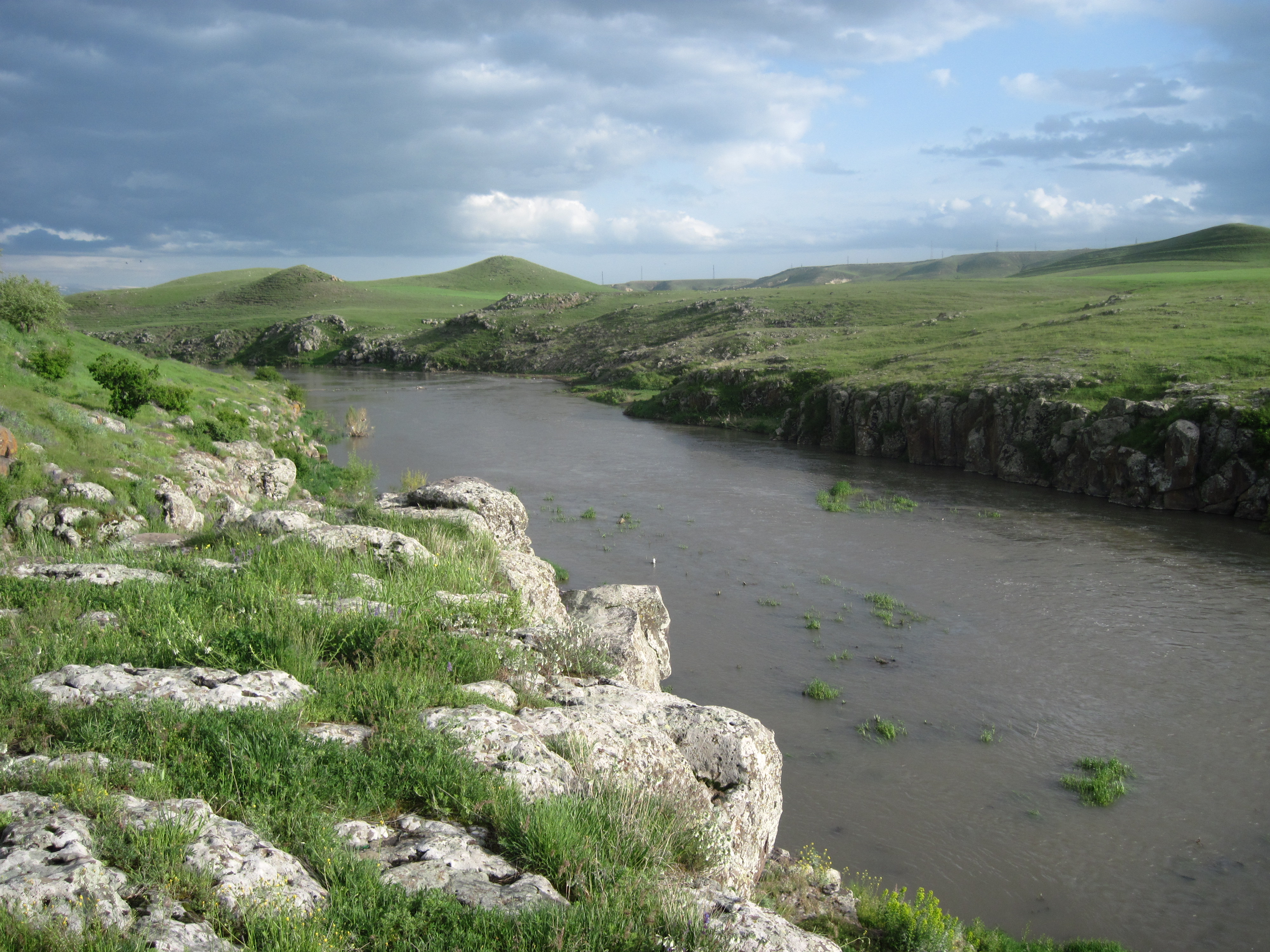
Река Ахурян

Река Ахурян с ее водохранилищем является основным водным ресурсом области. Озеро Арпи на северо-западе Ширака — единственное озеро области. Район охраняется государством как национальный парк.
Также в Ширакской области Армении расположены большие залежи туфа, пемзы и известняка.
Как отдельная физико-географическая единица район характеризуется большой площадью поверхности, суровыми климатическими условиями, достаточной влажностью, богатой луговой растительностью. Его центральную часть занимает Ашоцкое плоскогорье, которое практически со всех сторон окружено горами и является одним из самых высокогорных в стране, высота пола которого около 2000 м, а средняя высота около 2100 м. Сараванд состоит из ряда впадин, разделенных небольшими холмами. Здешние курганы образовались в основном из андезито-базальтовых лавовых потоков. Нижние части плато почти повсеместно представлены плоскостями аккумуляции. В некоторых районах встречаются болота и нефтяные месторождения, некоторые из которых сейчас превратились в торфяники из-за густой растительности.
Ширакский хребет отличается крутыми южными склонами, которые сильно размыты, а вверху обнажаются интрузивными породами, обнаженными скалами. Южные склоны сильно размыты, в некоторых местах образовались бесплодные земли. А северные склоны пологие, очень мало размытых мест, покрыты горно-луговой растительностью. Исключение составляет долина реки Или, для которой характерны скальные выходы и крутые склоны.
Самая широкая равнина области, Ширакское плато, простирается к югу от Ширакского хребта. Плато лежит в среднем течении реки Ахурян и имеет абсолютную высоту 1500-1600 м. Оно спускается на юго-запад, приблизительно сливаясь с Араратской долиной у железнодорожной станции Арагац. Плоская поверхность плато почти повсеместно покрыта вулканическими отложениями. Ширакское плато имеет слабохолмистую поверхность на окраинах, в основном изрезанную селевыми потоками.

### Сейсмичность
Север Ширакской области входит в 8-9 бальную, а центр и юг - 9 бальную зоны сейсмической активности. Известен ряд землетрясений, нанесших большой ущерб региону: Анийское 1319 г., Карсское 1899 г., Гюмрийское 1868 г., Ленинаканское 1926 г., Спитакское 1988 г.

### Минералы
Из-за разнообразия геологического строения территории Ширакской области ресурсы его недр разнообразны. В районе широко распространены туф, пемза, базальт, андезит, известняк, перлит, вулканические шлаки, различные глины и многие другие строительные материалы. Среди них первостепенное значение имеет туф, который используется для возведения строений по всей республике. Туфовые месторождения Артик, Анипемза, Пемзашен и Гюмри являются самыми известными в Ширакской области. Запасы пемзы в Шираке оцениваются более чем в 100 млн м³ . В разных районах области имеются запасы перлита, обсидиана, песка, базальта, андезита, которые разрабатываются и используются в основном в пределах области. В разных районах региона имеются запасы различных глин и диатомитов. Ширак также известен своими запасами известняка промышленного значения.

## Экономика

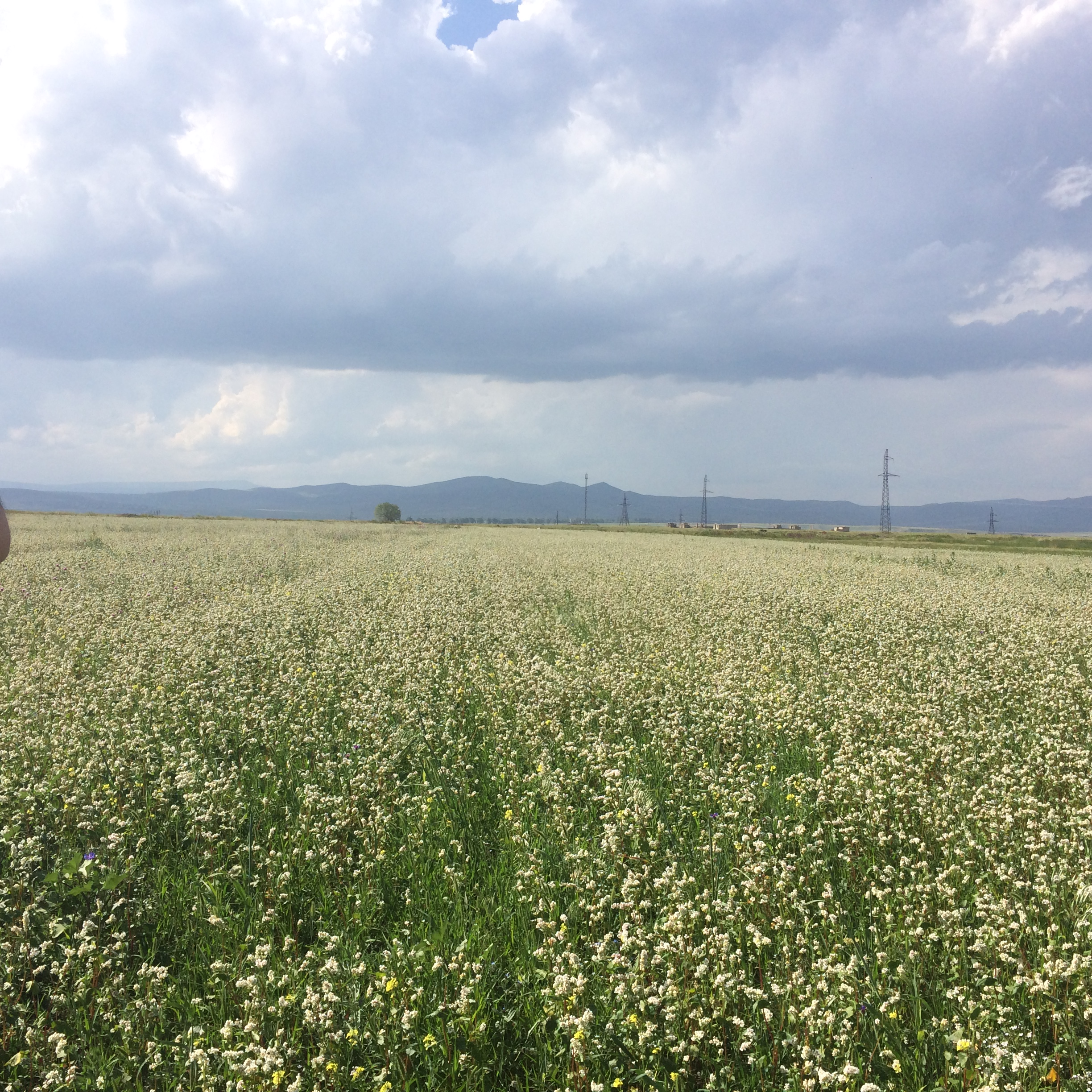
Гречишные поля в Шираке

### Сельское хозяйство
Экономика провинции в основном базируется на сельском хозяйстве, включая земледелие и животноводство. Его доля в годовом общем объеме сельскохозяйственной продукции Армении составляет 11,6%. Около 80% (2145,5 км²) общей площади провинции составляют пахотные земли, из которых 36,7% (787 км²) распаханы.
Плодородная Ширакская равнина является крупнейшим производителем зерна и картофеля в Армении. Ирригационная система в области очень развита. 9 водохранилищ разного размера общей емкостью 673 000 000 кубических метров (2,38 × 10 10  куб футов) способны орошать около 300 км 2 (116 квадратных миль) сельскохозяйственных угодий.
Ширак занимает первое место среди областей Армении по скотоводству. Рядом с Гюмри и многими сельскими общинами есть пруды для разведения рыбы.

### Промышленность

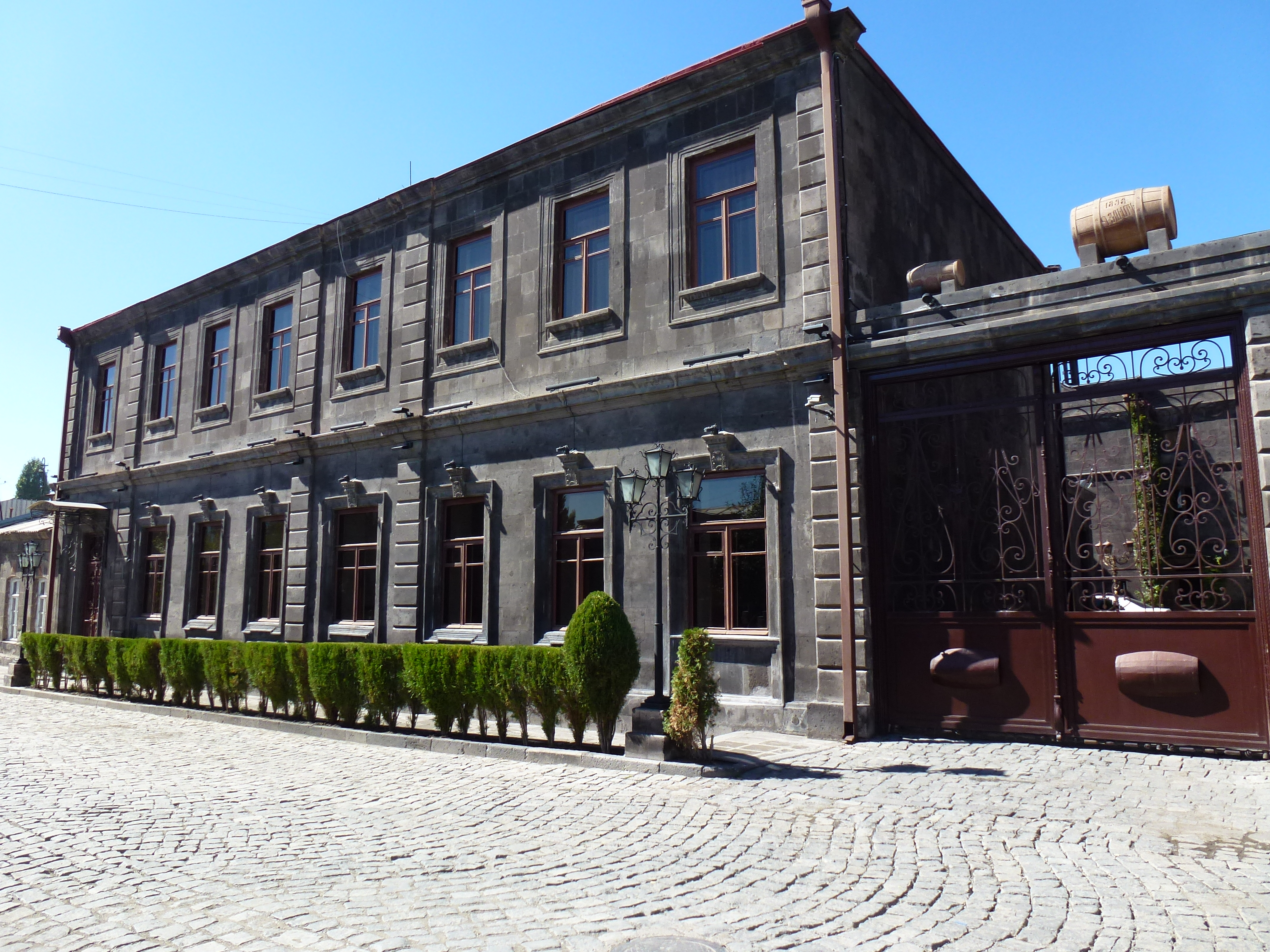
Гюмрийский пивоваренный завод

В советский период область была крупным промышленным узлом Армянской ССР. После обретения независимости промышленный сектор региона резко пришел в упадок. В настоящее время провинция производит 3,5% годового общего объема промышленной продукции Армении. Ширак является крупнейшим производителем строительных материалов в Армении, в основном туфа и пемзы. В Ширакской области расположено Артикское туфовое месторождение. Оно является одним из самых крупных в мире месторождений вулканического туфа. Его запасы оцениваются в более чем 250 млн м³.
- Промышленный сектор провинциального центра Гюмри включает производство строительных материалов (туфа и базальта), чулочно-носочное и текстильное производство, производство пищевых и молочных продуктов, алкогольных напитков, электронных машин и т. д. Крупнейшим промышленным предприятием в Гюмри является пивоварня Gyumri-Beer. Она была открыта в 1972 году. Завод выпускает различные сорта светлого пива под марками «Гюмри», «Арарат» и «Александраполь». В городе также находится «Завод гибочных станков», открытый в 1912 году, чулочно-носочное предприятие «Аршалуйс», основанное в 1926 году, станкостроительный завод «Кархат», открытый в 1959 году, ООО «Chap Chemical» с 1999 года, с 2000 года работает швейная фабрика «Armtex Group», а с 2001 года работает чулочно-носочный комбинат «Lentex». Другие промышленные предприятия города включают молочную фабрику «Алекпол», кондитерскую фабрику «Анушаран», «Gold Plast».
- Город Артик славится своими залежами туфа. Здесь находится множество камнеобрабатывающих заводов по производству травертина, туфа и базальта, в том числе фирма «АртикТуф», основанная в 1928 году, «Фабрика туфаблоков», основанная в 1997 году, и камнеобрабатывающий завод «Карастх», работающий с 2005 года. Также здесь расположены ООО «Вартан-Анаит» по металлопластиковым изделиям, Артикский сырзавод, «Элиз Групп» — предприятие по молочным продуктам, «Артикский завод вакуумных плит» и «Артик Стекломаш» — завод литья металла.
- В советское время в городе Маралик было много крупных промышленных предприятий с заводом светотехники и электроники и 3 заводами по производству строительных материалов. В настоящее время единственным уцелевшим предприятием в городе является хлопкопрядильная фабрика.
- Заводы по производству молочных продуктов также имеются в Шираке, причем две самые крупные фирмы расположены в селах Азатан (Игитский молочный комбинат, работающий с 1993 г.) и Мусаелян (Ашоцкий сырзавод, работает с 1996 г.). В селе Ахурян находится завод «Лусастх-сахар» (открыт в 2010 г.), крупнейший производитель сахара в Южно-Кавказском регионе. В селе Ширакаван находится «Ширакский винный завод», открытый в 2009 году.

## Демография

### Население
По данным советской переписи 1989 года в Ширакской области (в состав которой в 1930–1995 годах входили Амасийский, Анийский, Артикский, Ахурянский и Ашоцкий районы) проживало 261 217 человек. 147 713, или 56,55%, из которых были городскими, распределены в городах Артик (25 126) и Ленинакан (122 587), а 113 504, или 43,45%, являлись сельскими, распределены в районах Амасии (6 342), Ани (23 877), Артике (33 665), Ахурян (38 952) и Ашоцк (10 668).
Согласно официальной переписи населения 2011 года в Шираке проживает 251 941 человек (121 615 мужчин и 130 326 женщин), что составляет около 8,3% всего населения Армении. Городское население составляет 146 908 человек (58,3%), сельское - 105 033 человека (41,7%). В провинции 3 городских и 116 сельских общин. Крупнейшим городским поселением является областной центр Гюмри с населением 121 976 человек. В других городских центрах, Артик и Маралик, проживает 19 534 и 5 398 человек соответственно.

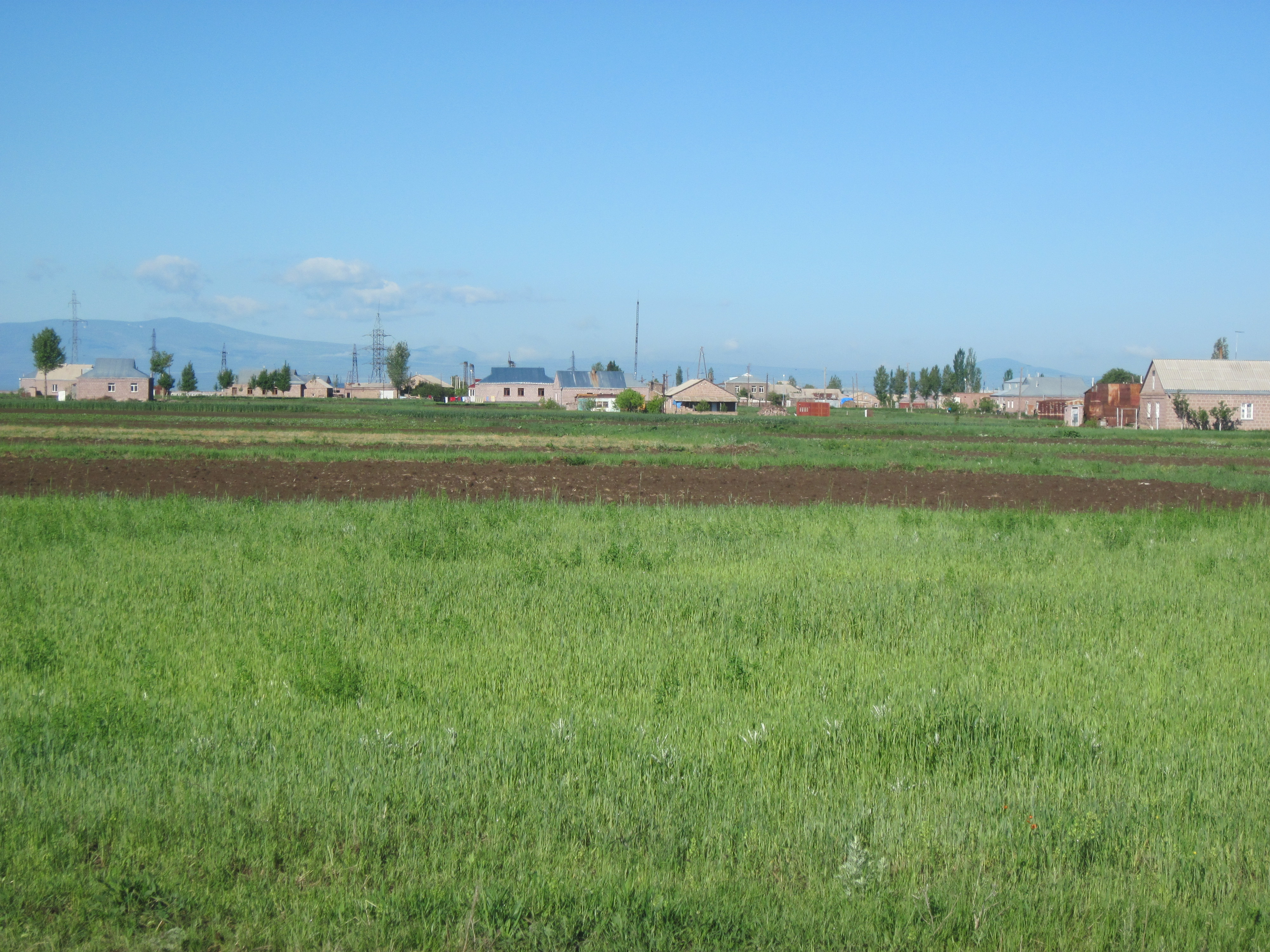
Село Азатан

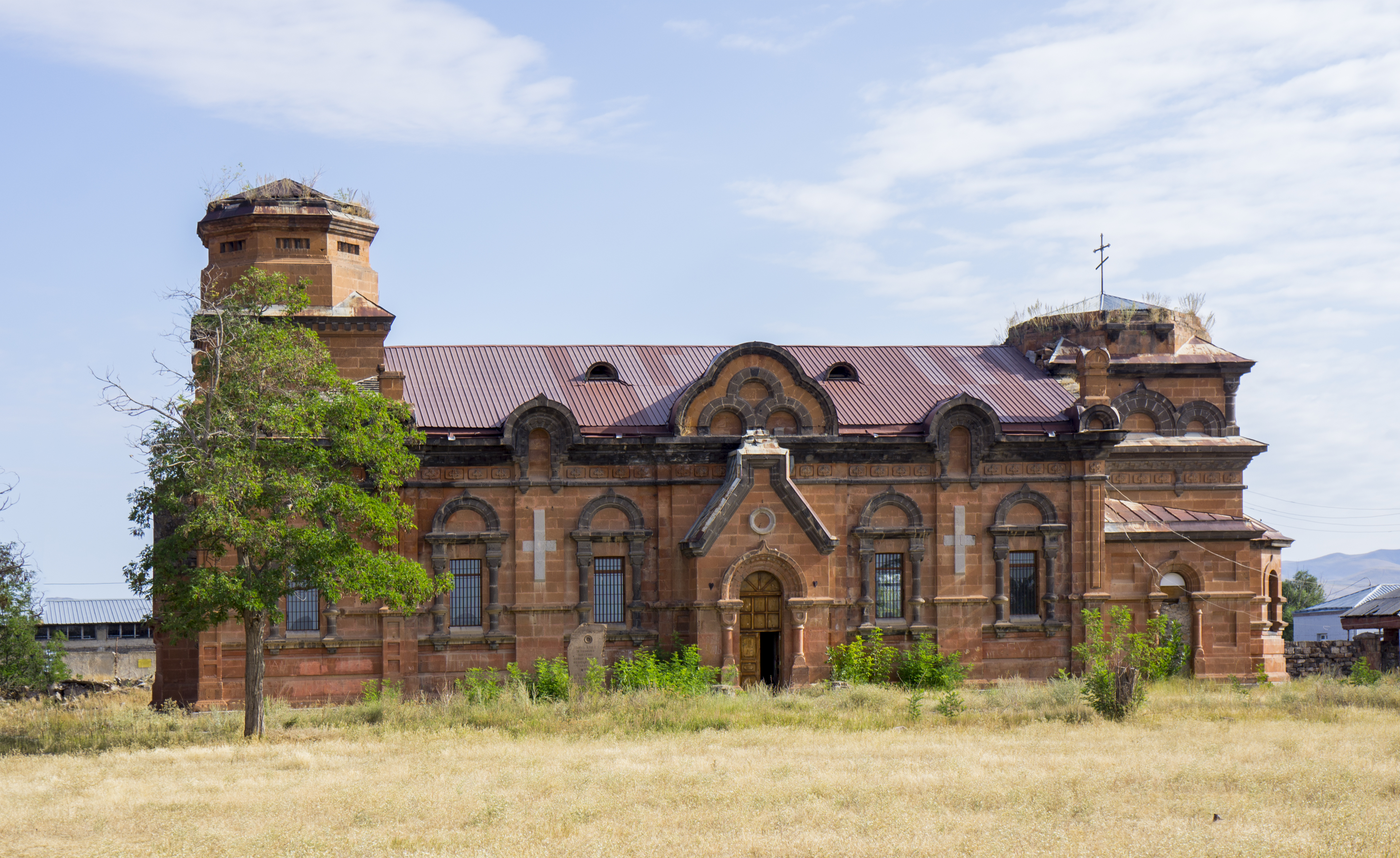
Русская церковь святого Арсения

Село Азатан с населением 4838 человек является крупнейшим сельским муниципалитетом Ширака.
Говор Ширака — вариант каринского диалекта, тесно связанный с западноармянским.
Ниже приведена таблица хронологии изменения численности населения Ширакской области с момента обретения Арменией независимости в 1991 году.
|                     | 1991    | 1993    | 1995    | 1997    | 1999    | 2001    | 2002    | 2003    | 2004    | 2005    | 2006    | 2007    | 2010    |
| ------------------- | ------- | ------- | ------- | ------- | ------- | ------- | ------- | ------- | ------- | ------- | ------- | ------- | ------- |
| Население           | 335 200 | 320 500 | 287 800 | 284 500 | 283 100 | 283 200 | 283 300 | 282 500 | 282 200 | 281 700 | 281 400 | 281 300 | 281 500 |
| Городское население | 235 000 | 219 900 | 186 600 | 182 000 | 178 700 | 175 900 | 174 100 | 173 100 | 172 700 | 172 000 | 171 400 | 170 900 | 169 600 |
| Источник: ArmStat   |         |         |         |         |         |         |         |         |         |         |         |         |         |

### Национальный и религиозный состав
Большинство населения Ширакской области составляют этнические армяне, принадлежащие к Армянской апостольской церкви . Северная и средняя части Ширака находятся в ведении Ширакской епархии во главе с епископом Микаэлом Аджапахяном Собора Пресвятой Богородицы в Гюмри, а южная часть находится в юрисдикции Артикской епархии во главе с архимандритом Нареком Авагяном Свято-Григорийского собора в Артике.
В Шираке проживает значительное меньшинство армян-католиков. Численность католического населения провинции составляет около 30 000 человек, из них в Гюмри проживает около 20 000 человек, остальные — в близлежащих сельских поселениях. В селах Аревик, Арпени, Бавра, Газанчи, Мармашен, Мец Сепасар, Паник и Сизавет проживает большинство армян-католиков, а в селе Азатан их около 1500 человек (30% населения села). По состоянию на 2016 год в Шираке находится 9 действующих католических церквей. Собор Святых мучеников в Гюмри находится Армянский католический ординариат Восточной Европы во главе с архиепископом Рафаэлем Франсуа Минасяном.
Присутствие небольшой русской православной общины наряду с личным составом российской военной базы в Гюмри отмечено церковью Святой Александры Великомученицы, церковью Святого Архангела Михаила и церковью Святого Арсения.
В небольшом селе Ширакаван проживает около 30 езидов .
| Национальность        | Перепись 2001 года | Доля населения адм.-терр. единицы | Перепись 2011 года | Доля населения адм.-терр. единицы |
| --------------------- | ------------------ | --------------------------------- | ------------------ | --------------------------------- |
| Всё население         | 283 389            | 100 %                             | 251 941            | 100 %                             |
| Армяне                | 280 594            | 99,01 %                           | 249 742            | 99,13 %                           |
| Русские               | 1 048              | 0,37 %                            | 1 100              | 0,44 %                            |
| Езиды                 | 974                | 0,34 %                            | 727                | 0,29 %                            |
| Украинцы              | 222                | 0,08 %                            | 113                | 0,04 %                            |
| Греки                 | 56                 | 0,02 %                            | 50                 | 0,02 %                            |
| Другие и не указавшие | 495                | 0,17 %                            | 209                | 0,08 %                            |

## Административное деление
В результате административной реформы в ноябре 2017 года Ширак в настоящее время разделен на 42 муниципальных образования (хамайнкнер), из которых 3 являются городскими и 39 — сельскими. 
| Муниципалитет                 | Тип       | Площадь (км²) | Население (оценка 2017 г.) | Центр       | Населенные пункты |
| ----------------------------- | --------- | ------------- | -------------------------- | ----------- | --- |
| Муниципалитет Артик           | Городской |               |                            | Артик       | |
| Муниципалитет Гюмри           | Городской |               |                            | Гюмри       | |
| Муниципалитет Ани             | Городской |               |                            | Маралик     | Аниаван , Агин , Агин каяран , Анипемза , Баграван , Бардзрашен , Дзитанков , Дзоракап , Гусанагюх , Айкадзор , Исаакян , Джрапи , Караберд , Норшен , Ланджик , Лусахпюр , Саракап , Сарнахпюр , Ширакаван |
| Ахурикский муниципалитет      | Сельский  |               |                            | Ахурик      | |
| Ахурянский муниципалитет      | Сельский  |               |                            | Ахурян      | Аревик , Айгебац , Басен , Ховит , Джрарат , Камо , Карнут |
| Муниципалитет Амасии          | Сельский  |               |                            | Амасия      | Арегнадем , Бандиван , Бюракн , Гташен , Ховтун , Джрадзор , Камхут , Меграшат , Вохджи |
| Муниципалитет Анушаван        | Сельский  |               |                            | Анушаван    | |
| Аревшатский муниципалитет     | Сельский  |               |                            | Аревшат     | |
| Муниципалитет Арапи           | Сельский  |               |                            | Арапи       | |
| Муниципалитет Арпи            | Сельский  | 218           | 1831                       | Бердашен    | Алвар , Агворик , Арденис , Дарик , Гарнарич , Пагакн , Шагик , Цахкут , Егнаджур , Заришат , Зоракерт |
| Ашоцкий городской совет       | Сельский  |               |                            | Ашоцк       | Бавра , Газанчи , Кармраван , Красар , Мец Сепасар , Покр Сепасар , Сарагюх , Сизавет , Тавшут , Зуйгахпюр                                                                                                  |
| Муниципалитет Азатан          | Сельский  |               |                            | Азатан      | |
| Муниципалитет Баяндур         | Сельский  |               |                            | Баяндур     | |
| Муниципалитет Бениамина       | Сельский  |               |                            | Бениамин    | |
| Геганистский муниципалитет    | Сельский  |               |                            | Геганист    | |
| Геткский муниципалитет        | Сельский  |               |                            | Гетк        | |
| Гетапский муниципалитет       | Сельский  |               |                            | Вставать    | |
| Гарибджанянский муниципалитет | Сельский  |               |                            | Гарибджанян | |
| Муниципалитет Харич           | Сельский  |               |                            | Харич       | Хацикаван |
| Айкасарский муниципалитет     | Сельский  |               |                            | Хайкасар    | |
| Айкаванский муниципалитет     | Сельский  |               |                            | Айкаван     | |
| Муниципалитет Айреняц         | Сельский  |               |                            | Айреняц     | |
| Муниципалитет Хором           | Сельский  |               |                            | Хором       | |
| Овташенский муниципалитет     | Сельский  |               |                            | Овташен     | |
| Лернакертский муниципалитет   | Сельский  |               |                            | Лернакерт   | |
| Лусакертский муниципалитет    | Сельский  |               |                            | Лусакерт    | |
| Муниципалитет Мармашена       | Сельский  |               |                            | Маисян      | Хацик , Ховуни , Джаджур , Джаджураван , Капс , Кармракар , Кети , Крашен , Лернут , Мармашен , Мец Сариар , Покрашен , Ширак , Вахрамаберд                                                                 |
| Муниципалитет Меграшен        | Сельский  |               |                            | Меграшен    | |
| Муниципалитет Мец Манташ      | Сельский  |               |                            | Мец Манташ  | |
| Муниципалитет Наапетаван      | Сельский  |               |                            | Нахапетаван | |
| Нор Кянк Муниципалитет        | Сельский  |               |                            | Нор Кянк    | |
| Муниципалитет Паник           | Сельский  |               |                            | Паник       | |
| Муниципалитет Пемзашен        | Сельский  |               |                            | Пемзашен    | |
| Муниципалитет Покр Манташ     | Сельский  |               |                            | Покр Манташ | |
| Муниципалитет Сараландж       | Сельский  |               |                            | Сараландж   | |
| Саратакский муниципалитет     | Сельский  |               |                            | Саратак     | |
| Спандарянский муниципалитет   | Сельский  |               |                            | Спандарян   | |
| Сарапатский муниципалитет     | Сельский  |               |                            | Торосгюх    | Арпени , Башгюх , Дзорашен , Гоховит , Харташен , Огмик , Какавасар , Лернагюх , Мусаелян , Покр Сариар , Салют , Сарапат , Цогамарг , Вардахпюр                                                            |
| Муниципалитет Туфашен         | Сельский  |               |                            | Туфашен     | |
| Муниципалитет Вардакар        | Сельский  |               |                            | Вардакар    | |
| Воскехский муниципалитет      | Сельский  |               |                            | Воскехаск   | |
| Еразгаворский муниципалитет   | Сельский  |               |                            | Еразгаворс  | |

За последние годы многие сельские населенные пункты Ширака оказались заброшенными, в том числе села Ахурян каяран, Аравет, Лорасар и Еризак .

## Культура

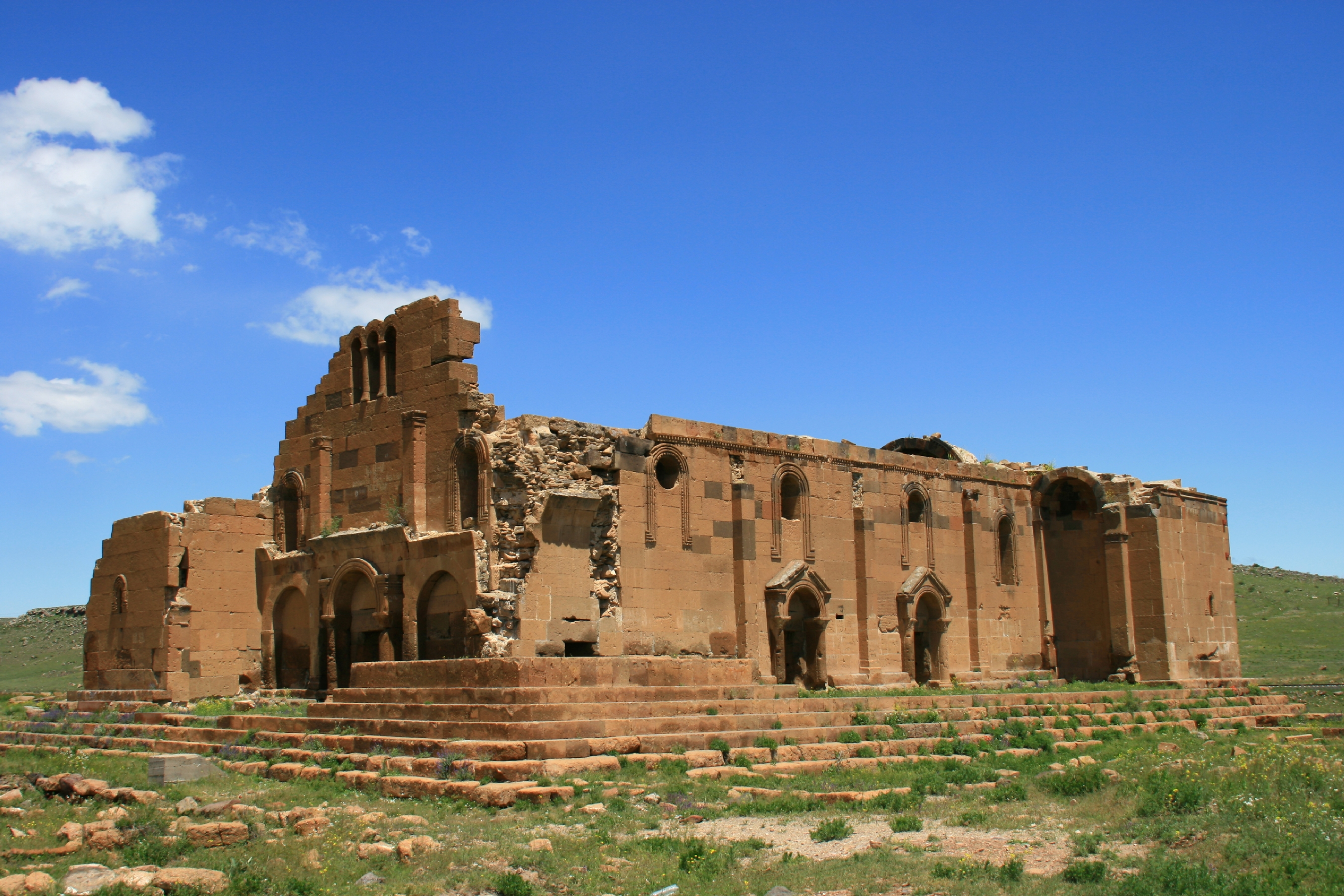
Ерерукская базилика IV-V вв., является одним из самых ранних образцов армянской церковной архитектуры

### Крепости и археологические памятники
- Цитадель Хором эпохи бронзового века (урартская эпоха)
- Крепость Ваграмаберд урартской эпохи, датируемая 730-714 гг. до н.э.,
- Кумайри исторический район начала XIX века

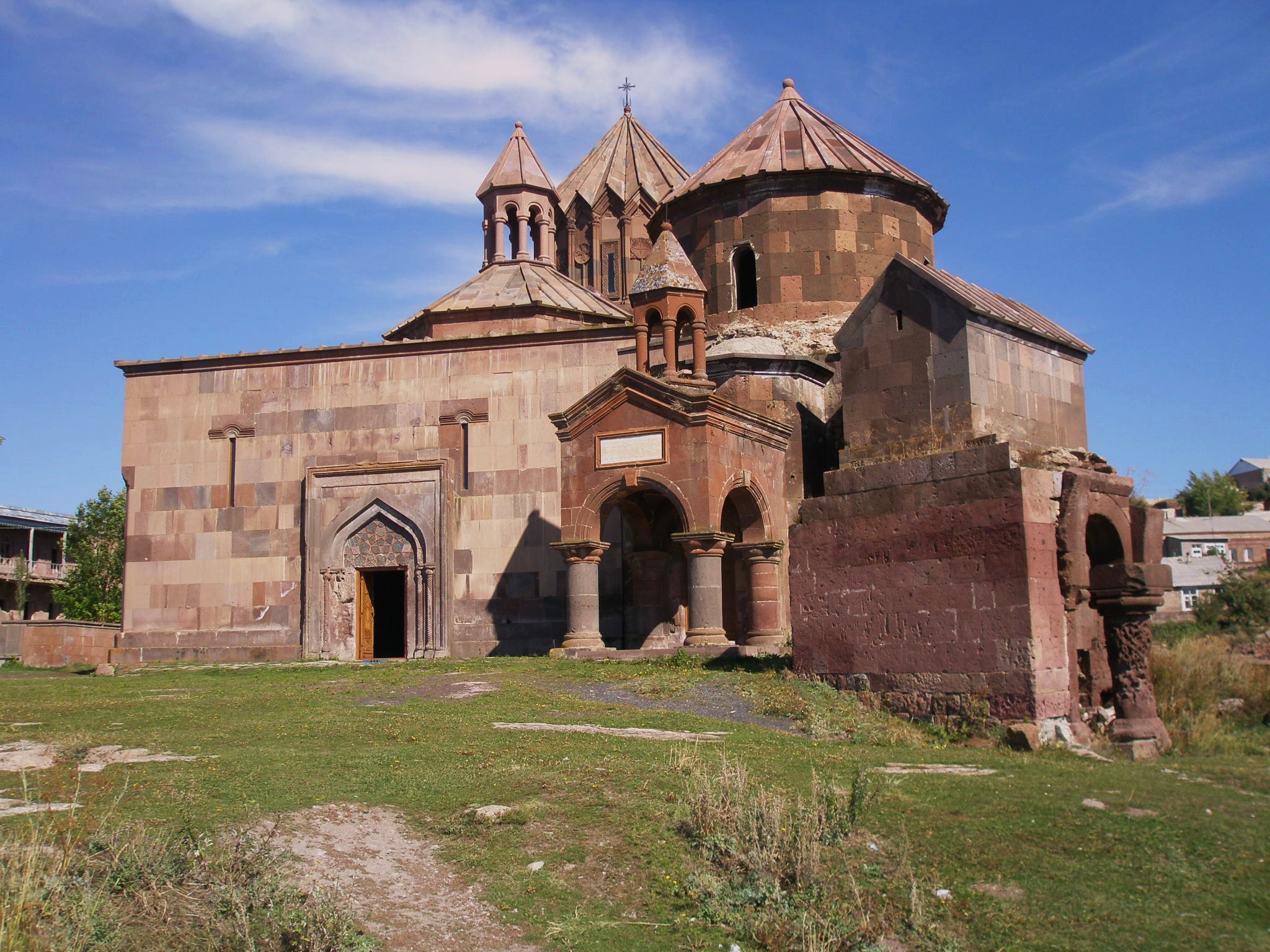
Монастырь Аричаванк, VIII век.

- Черная крепость 1840-х гг.

### Церкви и монастыри
- Ерерукская базилика (IV-V вв.)
- Церковь Святой Марине в Артике (V век)
- Монастырь Хокеванк (V век)
- Церковь Святого Геворка в Артике (VI-VII вв.)
- Тираворская церковь Маисян (VII век)
- Лмбатаванкская церковь (VII век)
- Монастырь Аричаванк (VIII век)
- Церковь Макараванк в Пемзашене (X век)
- Мармашенский монастырь (X век)
- Церковь Святых Павла и Петра в Бардзрашене (X-XIII вв.)
- Церковь Святого Спасителя (Гюмри, 1872 года)
- Собор Пресвятой Богородицы (Гюмри, 1884 года)

### СМИ
- Tsayg TV, базируется в Гюмри, работает с 1991 года
- Общественное телевидение Ширака, базируется в Гюмри, работает с 1992 года
- Gala TV, базируется в Гюмри, работает с 2005 года.
- Еженедельник "Шрджапат" - местная газета Ширака.

## Транспорт

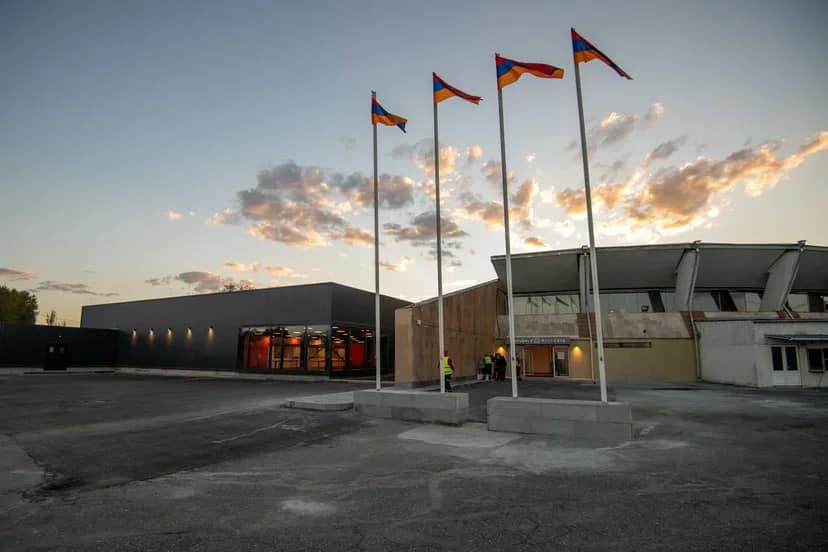
Аэропорт «Ширак»

### Воздушный транспорт
Ширак обслуживается международным аэропортом Ширак, примерно в 5 км к юго-востоку от центра города Гюмри. Он был открыт в 1961 году и является вторым по величине аэропортом в Армении после ереванского аэропорта «Звартноц».
В начале 2017 года правительство Армении сосредоточилось на возрождении аэропорта. Рейсы в Гюмри начали выполнять несколько новых авиакомпаний, в том числе новая армянская авиакомпания «Тарон Авиа», базирующаяся в Гюмри, и «Победа», российский лоукостер, дочерняя компания «Аэрофлота» . Чтобы привлечь больше клиентов, Министерство охраны природы сделало метеорологические услуги бесплатными для всех авиакомпаний, летающих в Гюмри, снизив стоимость билетов. Технологический центр Гюмри также принял участие в обновлении аэропорта, добавив детали интерьера, чтобы улучшить его внешний вид.

### Железная дорога

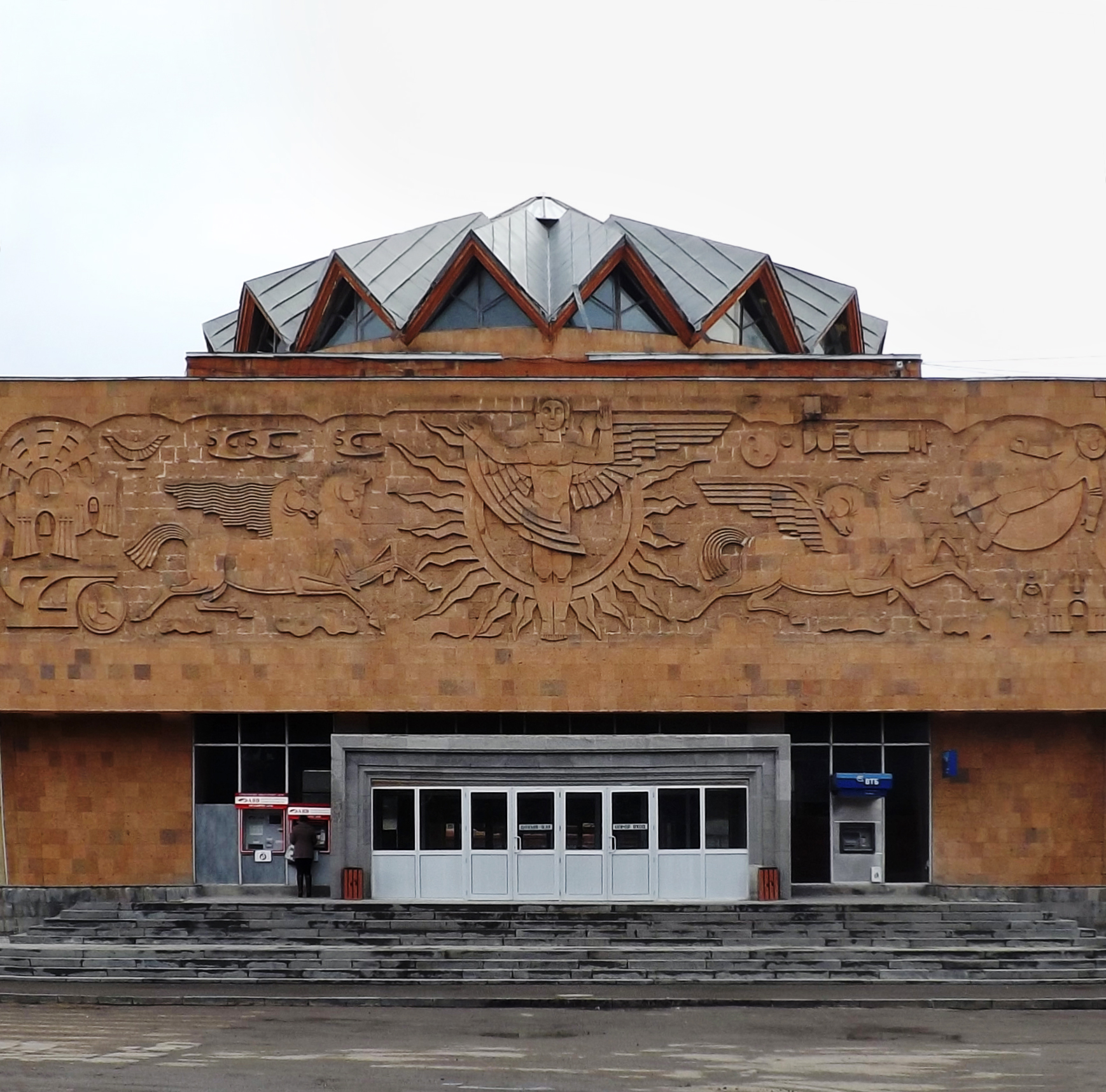
Железнодорожный вокзал Гюмри

Железнодорожный узел Гюмри является старейшим и крупнейшим в Армении. Он был образован в 1897 году, а первое железнодорожное сообщение с Александрополем, которое соединило город с Тифлисом, было завершено в 1899 году. Затем железнодорожная линия была продлена из Александрополя в Ереван (в 1902 году), Карс (в 1902 году), Джульфу (в 1906 году) и Тебриз. В результате Александрополь стал важным железнодорожным узлом.
С 2017 года железнодорожный вокзал Гюмри осуществляет регулярные рейсы в Ереван и Батуми. ЗАО «Южно-Кавказская железная дорога» в настоящее время является оператором железнодорожного сектора Армении. Железнодорожный маршрут Гюмри-Ереван имеет множество остановок в Ширакской области, в том числе станции Баяндур, Ширакаван, Исаакян, Агин каяран, Джрапи, Баграван и Аниаван.

### Общественный транспорт и такси
Общественный транспорт доступен в провинциальном центре Гюмри. В основном он обслуживается автобусами, известными как "маршрутки" . Центральный вокзал города служит автовокзалом для междугороднего транспорта, обслуживающего выездные маршруты в направлении сел Ширака, а также крупных городов Армении и соседней Грузии.
Автомагистраль М-7 проходит через область с востока на запад, соединяя город Гюмри с остальной частью Армении.

## Образование

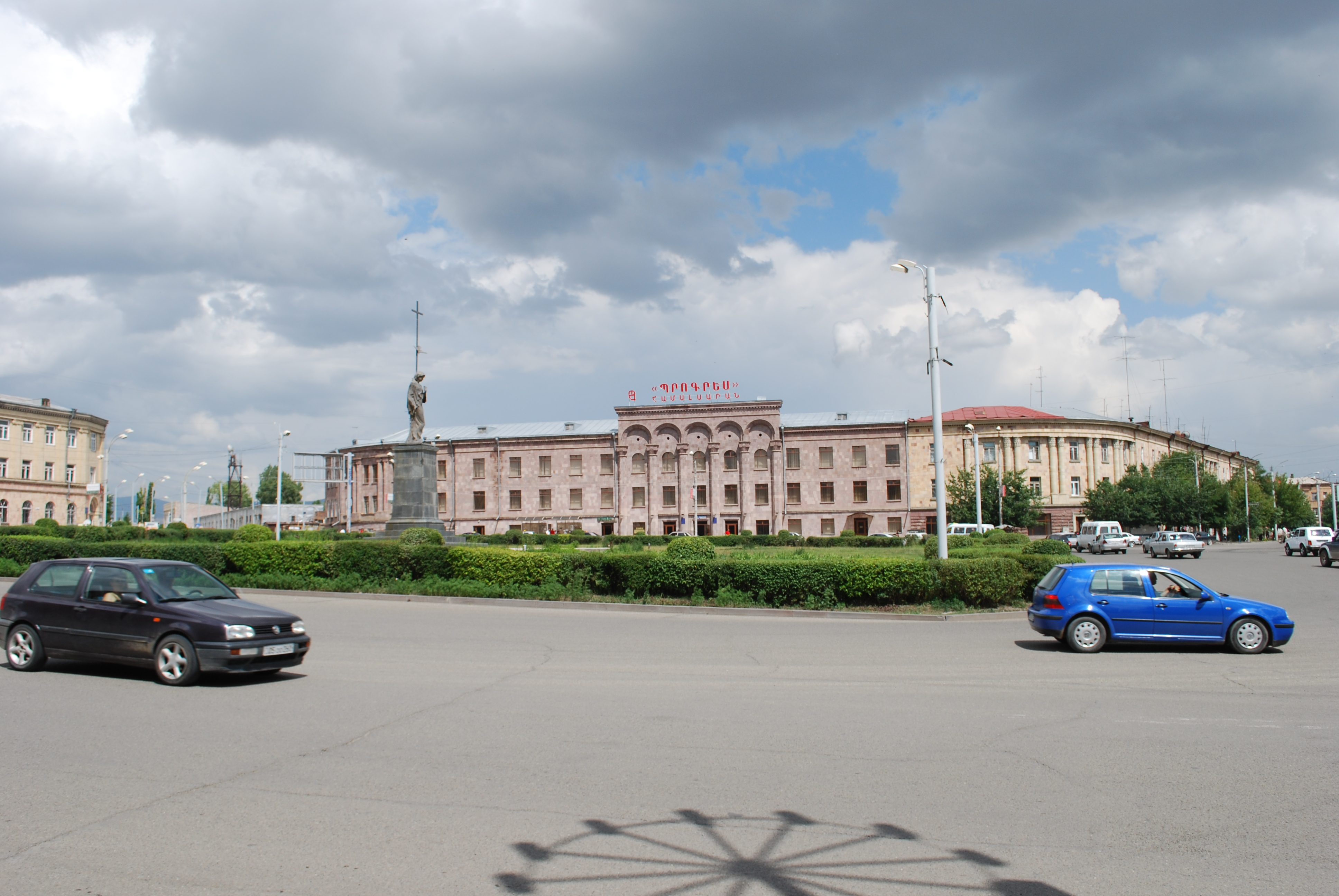
Гюмрийский университет "Прогресс"

Гюмри является главным образовательным центром учебных заведений. В городе расположено 3 университета:
- Гюмрийский государственный педагогический институт имени Микаэла Налбандяна
- Гюмрийский университет "Прогресс"
- Университет имени Анания Ширакаци

В городе также действуют филиалы Национального политехнического университета Армении, Армянского государственного экономического университета, Ереванской государственной консерватории имени Комитаса, Ереванской государственной академии художеств, Ереванского государственного института театра и кинематографии, Европейской региональной академии образования и Ереванского университета Айбусак.
По состоянию на 2015-2016 учебный год в Шираке было 167 школ.
Турпанджийская духовная средняя школа Первопрестольного Святого Эчмиадзина действует с 1881 года в монастырском комплексе Аричаванк в Шираке.

## Спорт
Футбол, баскетбол и шахматы — самые популярные виды спорта в регионе. Однако большую долю занимают и другие олимпийские виды спорта, в том числе борьба и тяжелая атлетика, в основном в Гюмри. Ширак является домом для многих бывших и действующих чемпионов мира, Европы и Олимпийских игр в нескольких видах спорта, которые выступали под флагом Советского Союза, а затем под флагом независимой Армении.
Город представляет ФК «Ширак» на соревнованиях Премьер-лиги Армении. ФК «Арагац» был вторым футбольным клубом в Гюмри, но в 2002 году был распущен из-за финансовых трудностей.

Городской стадион Гюмри

ФК «Туфагорц» (распущен в 1995 г.) и ФК «Сипан» (распущен в 1993 г.), оба из города Артик, также представляли провинцию на футбольных соревнованиях Армении.
Крупнейшим спортивным сооружением провинции является Городской стадион Гюмри. В столице региона также находится футбольная академия Футбольной федерации Армении. В городах Артик и Маралик есть футбольные стадионы небольшой вместимости.
Гюмри также известен зимними видами спорта. Гюмрийская школа зимних видов спорта, отремонтированная в 2015-2016 годах, носит имя Людвига Мнацаканяна. В районе Ашоцка есть современная лыжная трасса, на которой проходил международный турнир по лыжным гонкам.

## Губернаторы
- Арарат Гомцян (1996—1999)
- Феликс Пирумян (1999—2003)
- Ромик Манукян (2003—2007)
- Лида Нанян (2007—2010)
- Ашот Гизирян (2010—2013)
- Феликс Цолакян (2013—2016)
- Овсеп Симонян (2016—2017)
- Артур Хачатрян (2017—2018)
- Карен Саруханян (2018—2019)
- Тигран Петросян (с 2019)

## Галерея

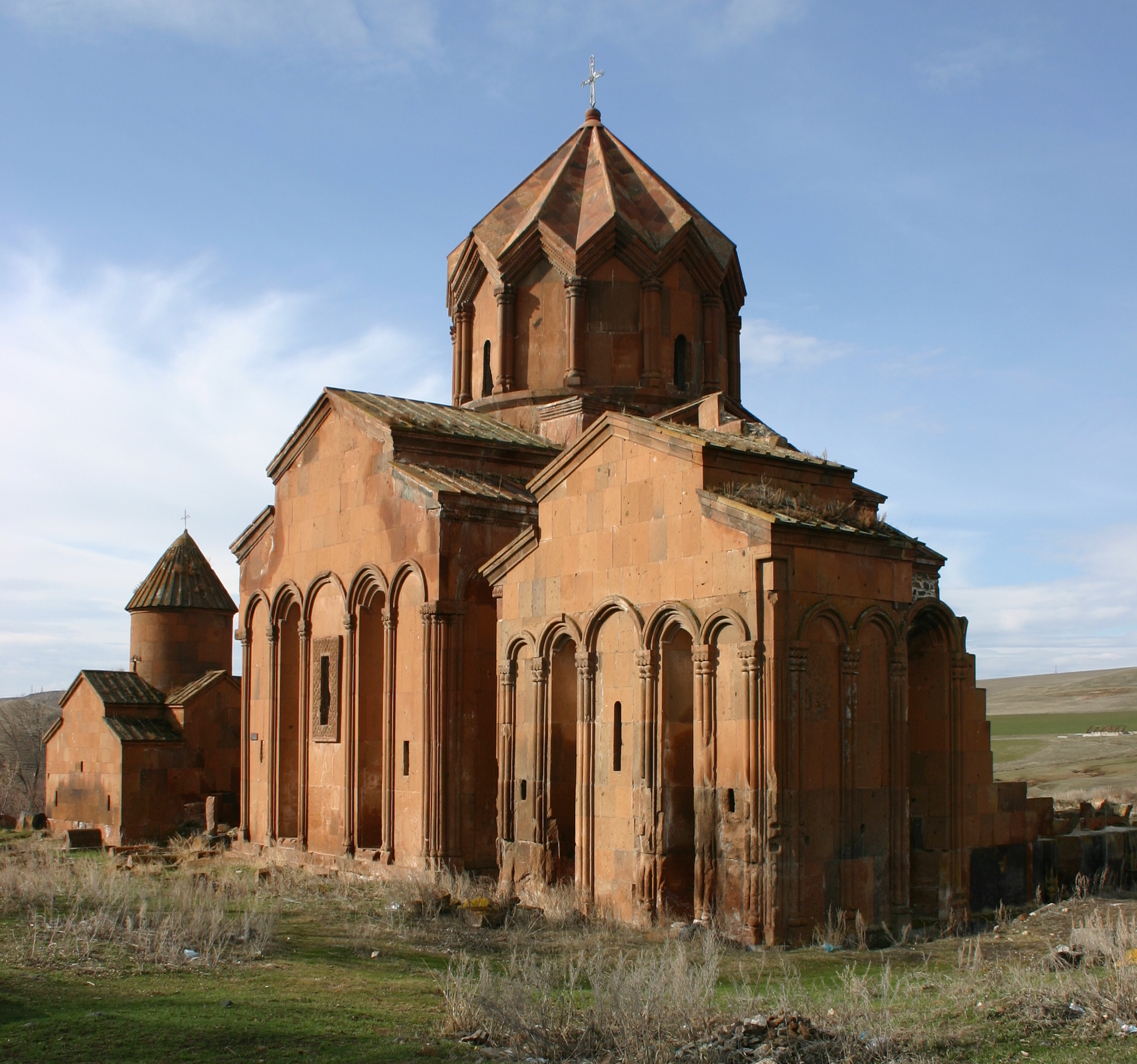
Монастырь Мармашен, X век
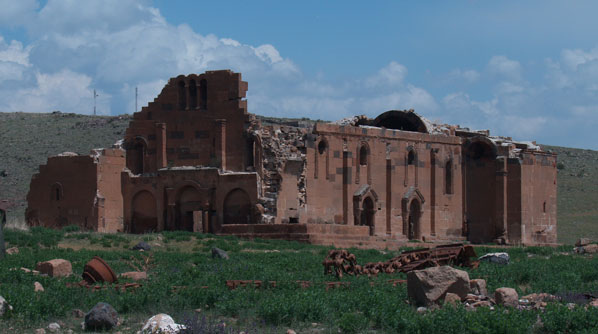
Ереруйкская базилика, IV век
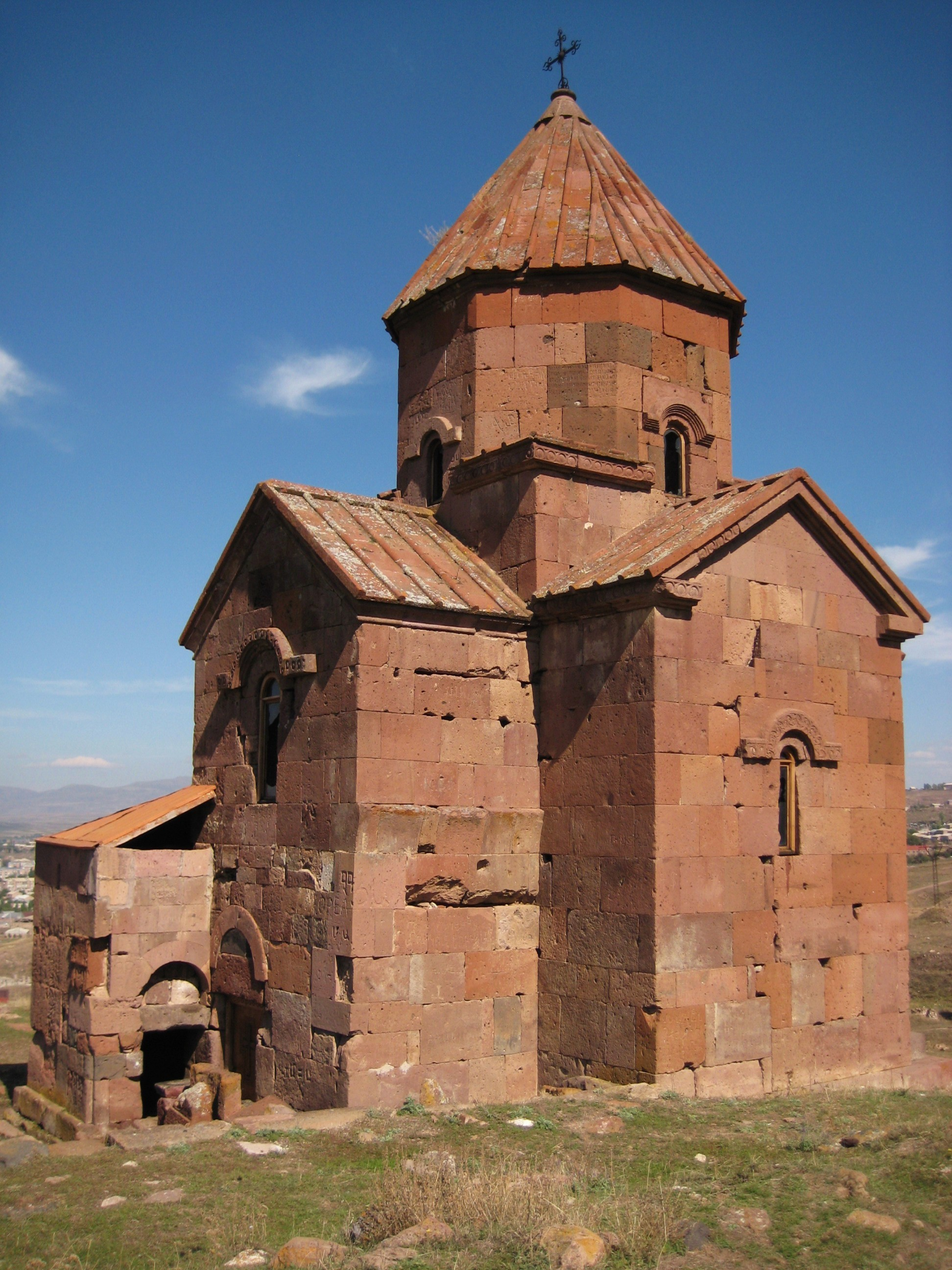
Лмбатаванк, VI век
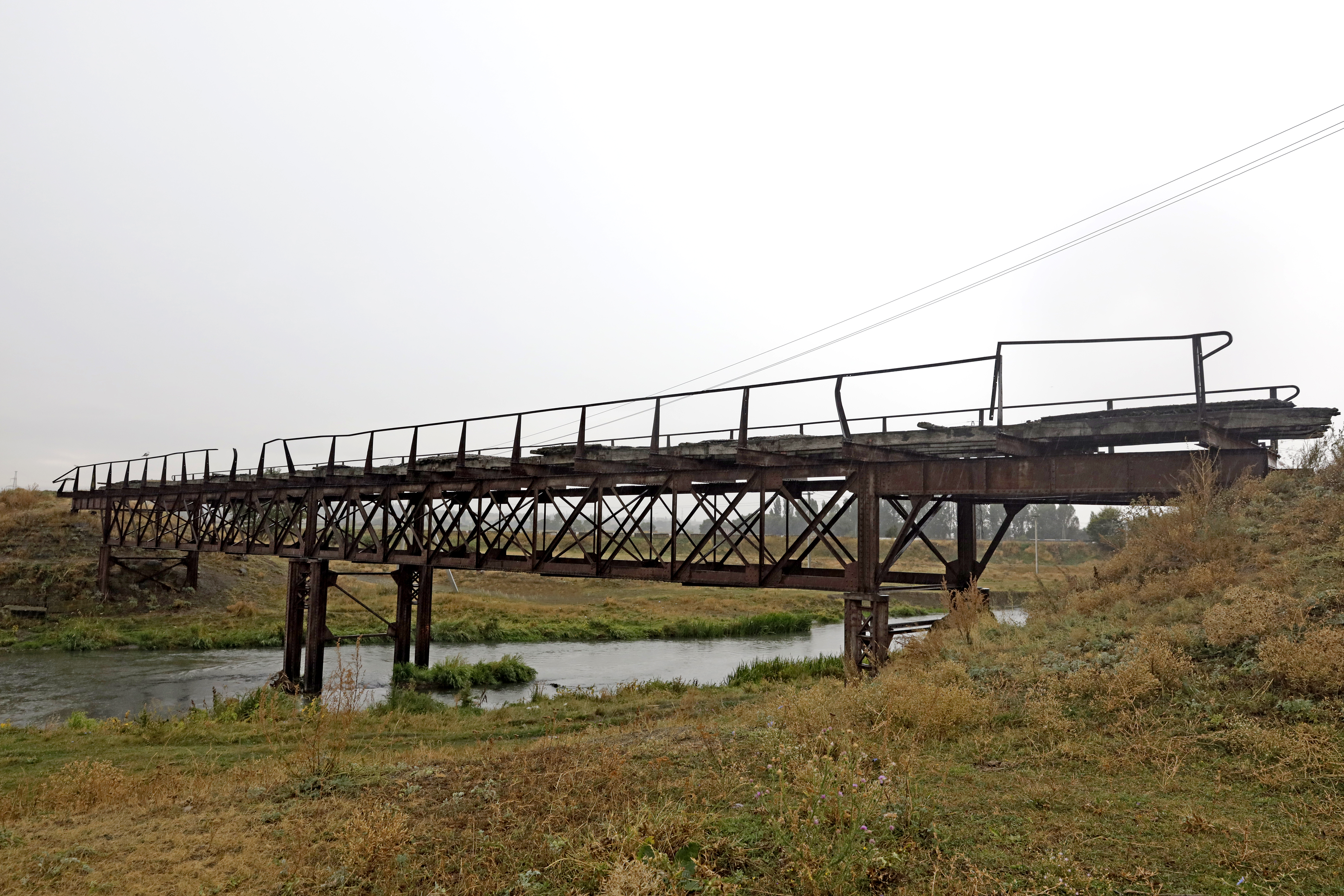
Мост, построенный для нужд Русской императорской армией перед Русско-турецкой войной (1877—1878) через реку Ахурян в районе села Арапи